# Лемниц
Лемниц (њем. Lemnitz) општина је у њемачкој савезној држави Тирингија. Једно је од 76 општинских средишта округа Зале-Орла. Према процјени из 2010. у општини је живјело 397 становника. Посједује регионалну шифру (AGS) 16075057.

## Географски и демографски подаци
Лемниц се налази у савезној држави Тирингија у округу Зале-Орла. Општина се налази на надморској висини од 400 метара. Површина општине износи 8,0 km². У самом мјесту је, према процјени из 2010. године, живјело 397 становника. Просјечна густина становништва износи 50 становника/km².